# فاآفافینه
فاآفافینه‌ ها گروهی از مردم ساموآ و جزایر پراکندهٔ ساموآ هستند که به عنوان جنس سوم در نظر گرفته می ‌شوند. فاآفافینه‌ ها حداقل از اوایل قرن بیستم دارای هویت به رسمیت شناخته شده در جامعهٔ ساموآ هستند و بعضی نظریه‌پردازان می‌گویند که آن‌ها بخشی جدایی‌ناپذیر از فرهنگ ساموآیی را تشکیل می‌دهند. فاآفافینه‌ها به هنگام تولد مذکر هستند و در زندگی به صراحت هردو صفت مردانگی و زنانگی را به نمایش می‌گذارند؛ به نوعی که مختص همین نقطه از جهان است. رفتار آن‌ها طیفی از رفتارها، از شدیداً زنانه گرفته تا رفتارهای متداول مردانه، را در بر می‌گیرد.
به طور سنتی، اگر خانواده‌ای تعداد پسر بیشتری نسبت به دخترها داشته باشد یا به اندازهٔ کافی دختر نداشته باشد که در وظایف مربوط به خانه کمک کنند، فرزندان پسری برای آنکه فاآفافینه بزرگ شوند، انتخاب می‌شوند.